# Центральная станция аэрации (Санкт-Петербург)
Центральная станция аэрации Санкт-Петербурга — очистные сооружения, находятся на искусственно намытом острове Белый. Площадь застройки 57 га. 

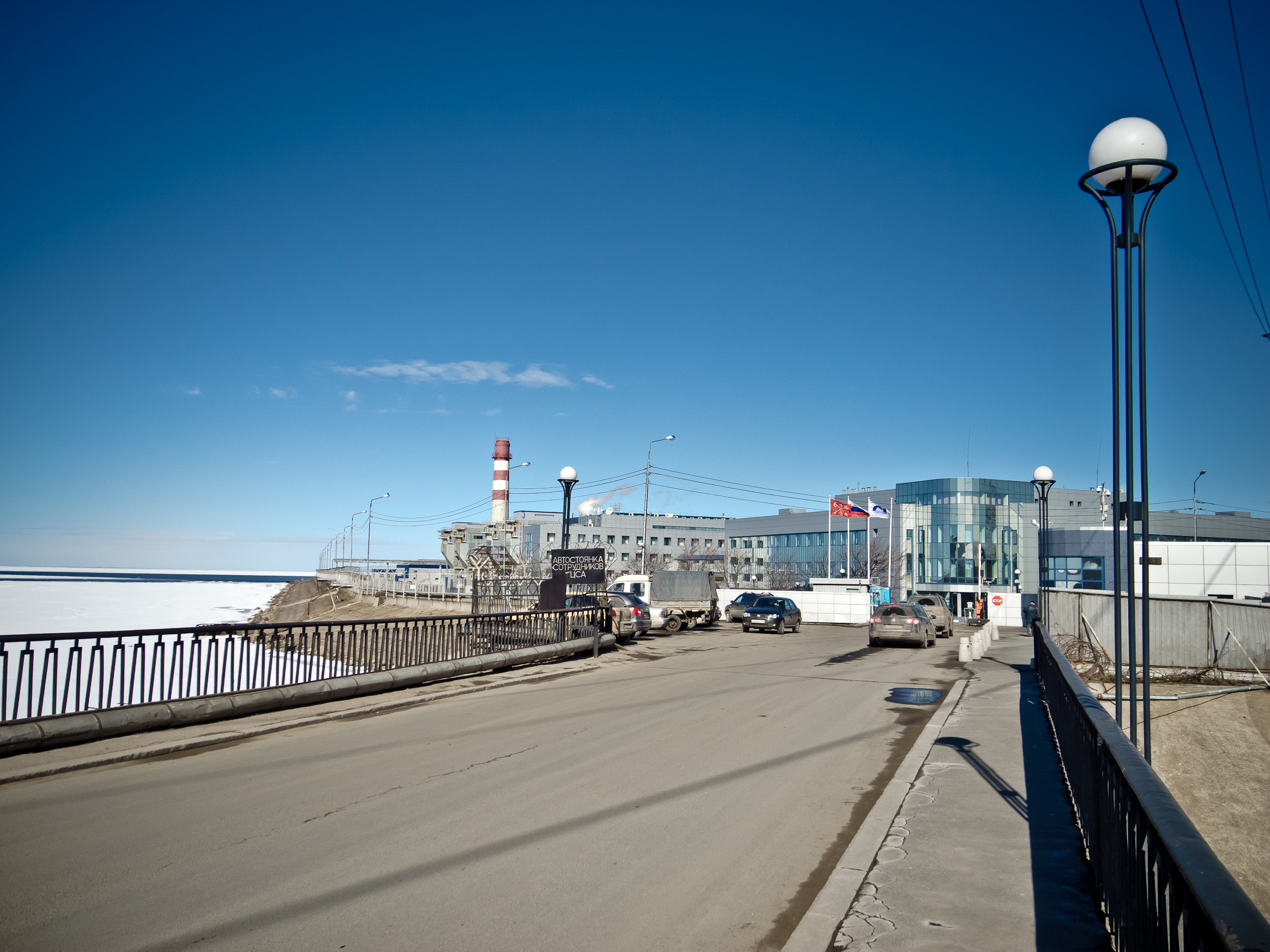
Центральная станция аэрации

## История
Станция введена в эксплуатацию в 1978 году. Полная мощность составляет 1,5 млн. м³ очищенной воды в сутки.